# 施洛斯格倫德格拉本河

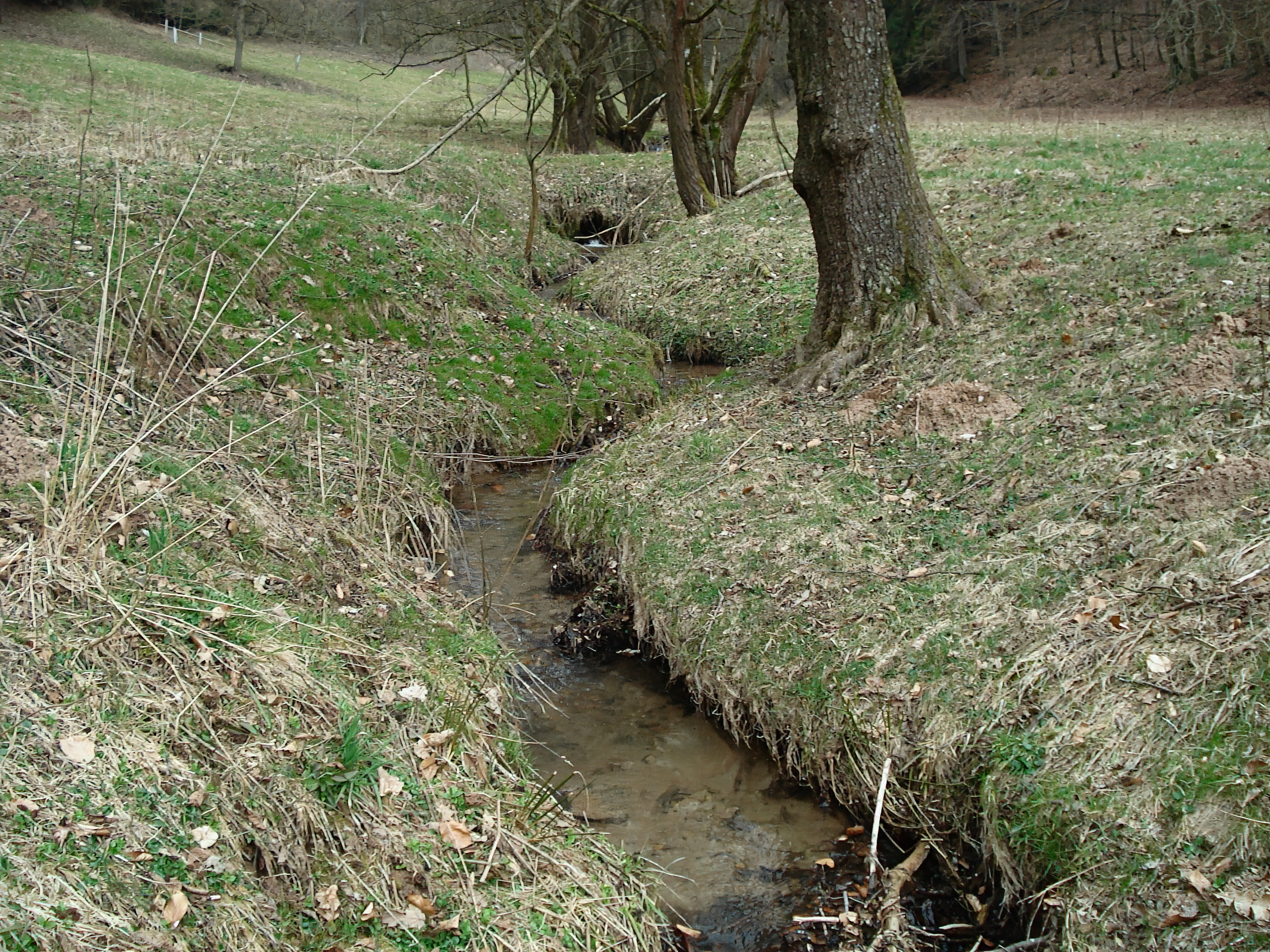

50°3′53.66″N 9°10′45.89″E / 50.0649056°N 9.1794139°E
施洛斯格倫德格拉本河（德語：Schloßgrundgraben），是德國的河流，位於該國東南部，由巴伐利亞負責管轄，屬於卡爾河的右支流，河道全長1.7公里，流域面積1.1平方公里。